# ディアンテ・ギャレット
ディアンテ・ギャレット（Diante Garrett, 1988年11月3日 - ）は、アメリカ合衆国の元プロバスケットボール選手。バスケットボール指導者。ウィスコンシン州ミルウォーキー出身。ポジションはポイントガード兼シューティングガード。
NBAのフェニックス・サンズ、ユタ・ジャズでのプレー経験があり、キャリアを通じて欧州を中心に国外のリーグでプレーしていた。B.LEAGUE開幕の2016年、アルバルク東京と契約し、1シーズンプレーした。

## 経歴
アイオワ州立大学4年次に17.3得点、6.1アシストの記録を残したギャレットは、卒業した2011年夏、クロアチアのKKザグレブと契約。11月に契約解除となり、フランスのJSFナンテールと契約、2011-2012シーズンの残りを過ごした。

### NBAでのキャリア(2012-2014)
2012-2013シーズン、NBAのフェニックス・サンズとの契約を果たした。19試合に、平均7.8分出場。Dリーグ、サンズ傘下のベイカーズフィールド・ジャムでは、8試合に、平均32.6分出場した。
プロ3年目となる2013-2014シーズンは、ユタ・ジャズに所属。71試合に出場し、1試合平均14.8分プレー。ルーキーのトレイ・バークの控えとして、セカンドユニットのポイントガードを務めた。

### Dリーグでのキャリア(2014-2015)
2014年のオフ、ギャレットは、スティーブ・ノヴァック、2017年のドラフト2巡目指名権と引き換えに、トロント・ラプターズにトレードされるも、ラプターズを解雇される。その後、ポートランド・トレイルブレイザーズと契約を結ぶが、これもシーズン開幕前に解雇となる。ギャレットはDリーグのアイオワ・エナジーでプレーすることになり、翌2015年の2月には、Dリーグのオールスターゲームに選出された。その後、グランドラピッズ・ドライブにトレードされた。移籍後は出場時間が減ったが、1シーズンを通して、32.8分出場、13.5得点、4.0アシスト、4.4リバウンド、スリーポイント成功率40.4％を記録した。

### マッカビ・アシュドッドBC(2015-2016)
2015-2016シーズンは、イスラエルのマッカビ・アシュドッドB.Cでプレー。

### アルバルク東京(2016-2017)
2016-2017シーズン、B.LEAGUEのアルバルク東京と契約した。オールスターゲームのファン投票で外国籍選手枠得票数1位となり本戦に出場し、また、ダンクコンテストにも出場。レギュラーシーズンでは58試合でプレーし、18.1得点（リーグ6位）、3.9アシスト（リーグ5位）の活躍を見せた。シーズン終了後、Bリーグ自由交渉選手リストに公示された。

### 国外でのキャリア(2017-2024)
2017年7月に、LBA所属のオクシリアム・パラカネストロ・トリノと契約。
2024年12月24日、自身のSNSアカウントにて現役引退を発表した。12月26日、アイオワ州立大学バスケットボール部のアシスタントコーチに就任すると発表された。

## 個人成績
| シーズン        | チーム          | GP | GS | MPG  | FG%  | 3P%  | FT%  | RPG | APG | SPG | BPG | TO  | PPG  |
| --------------- | --------------- | -- | -- | ---- | ---- | ---- | ---- | --- | --- | --- | --- | --- | ---- |
| NBA 2012-13     | PHX             | 19 | 0  | 7.8  | 32.7 | 20.0 | 50.0 | 0.8 | 1.6 | 0.5 | 0   | 0.8 | 2.1  |
| Dリーグ 2012-13 | BFL             | 8  | 6  | 32.6 | 49.1 | 61.9 | 81.0 | 3.0 | 7.3 | 1.6 | 0.1 | 2.9 | 17.3 |
| NBA 2013-14     | UTA             | 71 | 0  | 14.8 | 38.1 | 37.5 | 83.3 | 1.4 | 1.7 | 0.6 | 0.1 | 1.0 | 3.5  |
| Dリーグ 2014-15 | IOW             | 30 | 29 | 36.9 | 41.6 | 40.7 | 75.0 | 4.8 | 4.5 | 1.4 | 0.5 | 1.8 | 14.7 |
| Dリーグ 2014-15 | GRR             | 14 | 4  | 24.0 | 42.1 | 39.6 | 91.3 | 3.5 | 3.0 | 1.1 | 0.1 | 2.1 | 11.0 |
| B1 2016-17      | A東京           | 58 | 58 | 28.1 | 44.9 | 31.6 | 77.7 | 4.7 | 3.9 | 1.4 | 0.1 | 2.1 | 18.1 |
| NBAキャリア     | NBAキャリア     | 90 | 0  | 13.3 | 37.3 |      |      | 1.2 | 1.7 | 0.6 | 0.1 |     | 3.2  |
| Dリーグキャリア | Dリーグキャリア | 52 | 39 | 32.8 | 43.0 | 42.5 | 79.8 | 4.2 | 4.5 | 1.4 | 0.3 | 2.1 | 14.1 |